# Fernando Tarcisio Filograna

Wappen von Fernando Filograna

Fernando Tarcisio Filograna (* 29. September 1952 in Lequile, Provinz Lecce, Italien) ist ein italienischer Geistlicher und Bischof von Nardò-Gallipoli.

## Leben
Fernando Tarcisio Filograna empfing am 29. Juni 1977 das Sakrament der Priesterweihe.
Am 16. Juli 2013 ernannte ihn Papst Franziskus zum Bischof von Nardò-Gallipoli. Die Bischofsweihe spendete ihm der Erzbischof von Lecce, Domenico Umberto D’Ambrosio, am 14. September desselben Jahres; Mitkonsekratoren waren der Apostolische Nuntius in Italien, Erzbischof Adriano Bernardini, und der Erzbischof von Otranto, Donato Negro.